# Scleronephthya pallida
Scleronephthya pallida is een zachte koraalsoort uit de familie Nidaliidae. De koraalsoort komt uit het geslacht Scleronephthya. Scleronephthya pallida werd in 1897 voor het eerst wetenschappelijk beschreven door Whitelegge. 